# Last Fantasy

Last fantasy (라스트 환타지) est un manhwa en cinq tomes, créé par Créatif-Hon et Kwon Yong-Wan, publié en Corée du Sud aux éditions Daiwon et en français chez Tokebi.

## Résumé
Dans un monde de légende, Tian et Drei poursuivent une aventure pleine de dangers et de trésor. Ils vivent sur le continent Giana à une époque où les hommes doivent faire face aux monstres du démon Apocalypse qui cherche à ressusciter le dieu des ténèbres... Malgré eux, ils vont devenir de véritables héros, au terme d'aventures toutes plus farfelues les unes que les autres...